# Carsten Mogensen
Carsten Mogensen (Roskilde, 24 de julio de 1974) es un deportista danés que compitió en bádminton, en la modalidad individual y de dobles mixto.
Participó en dos Juegos Olímpicos de Verano, en los años 2012 y 2016, obteniendo una medalla de plata en Londres 2012, en la prueba de dobles (junto con Mathias Boe). En los Juegos Europeos de Bakú 2015 obtuvo una medalla de oro en la misma prueba.
Ganó dos medallas en el Campeonato Mundial de Bádminton, plata en 2013 y bronce en 2014, y seis medallas en el Campeonato Europeo de Bádminton entre los años 2006 y 2017.

## Palmarés internacional
| Juegos Olímpicos   | Juegos Olímpicos         | Juegos Olímpicos  | Juegos Olímpicos |
| Año                | Lugar                    | Medalla           | Prueba           |
| ------------------ | ------------------------ | ----------------- | ---------------- |
| 2012               | Londres (Reino Unido)    | Medalla de plata  | Dobles           |
| Campeonato Mundial |                          |                   |                  |
| Año                | Lugar                    | Medalla           | Prueba           |
| 2013               | Cantón (China)           | Medalla de plata  | Dobles           |
| 2014               | Copenhague (Dinamarca)   | Medalla de bronce | Dobles           |
| Juegos Europeos    |                          |                   |                  |
| Año                | Lugar                    | Medalla           | Prueba           |
| 2015               | Bakú (Azerbaiyán)        | Medalla de oro    | Dobles           |
| Campeonato Europeo |                          |                   |                  |
| Año                | Lugar                    | Medalla           | Prueba           |
| 2006               | Den Bosch (Países Bajos) | Medalla de plata  | Dobles           |
| 2008               | Herning (Dinamarca)      | Medalla de bronce | Dobles mixto     |
| 2010               | Mánchester (Reino Unido) | Medalla de plata  | Dobles           |
| 2012               | Karlskrona (Suecia)      | Medalla de oro    | Dobles           |
| 2014               | Kazán (Rusia)            | Medalla de bronce | Dobles           |
| 2017               | Kolding (Dinamarca)      | Medalla de oro    | Dobles           |